# Onthophagus schaefferi
Onthophagus schaefferi es una especie de insecto del género Onthophagus, familia Scarabaeidae, orden Coleoptera.

Fue descrita científicamente por Howden & Cartwright en 1963.